# Plaza de España (Curitiba)
La Plaza de España (en portugués: Praça da Espanha) es una plaza pública en el barrio de Bigorrilho de Curitiba, Brasil. La plaza fue construida en 1955 como un homenaje a España por su aportación a Brasil y a la comunidad de españoles en la ciudad.
La plaza es una de las plazas más concurridas de Curitiba, en particular por las tardes y entre la gente joven y está rodeada de una gran variedad de restaurantes, bares y discotecas. En la plaza también se organizan diversos eventos locales como la Feria de Antigüedades cada sábado, la feria gastronómica "Empório Soho" y clases de yoga.

## Historia
La plaza de España fue inaugurada el 23 de marzo de 1955 por el alcalde de Curitiba Ney Braga, en sus palabras como: "un homenaje a esta gran nación amiga, que tanta influencia tuvo en la exploración de nuestro país después de su descubrimiento".
En el 2015 se inició una remodelación de la plaza.

## Instalaciones culturales
En el centro de la plaza se encuentra la biblioteca pública "Faro del Conocimiento Miguel de Cervantes" (Farol do Saber Miguel de Cervantes) con un busto del escritor español Miguel de Cervantes. El Faro fue inaugurado el 31 de diciembre de 1996 por el gobierno municipal como biblioteca pública y espacio literario y cultural. Al lado de la biblioteca, se encuentra una fuente y una zona de juegos para niños.